# Petter Andersen
Petter Andersen (Oslo, 2 de enero de 1974) es un deportista noruego que compitió en patinaje de velocidad sobre hielo.
Ganó dos medallas de bronce en el Campeonato Mundial de Patinaje de Velocidad sobre Hielo en Distancia Individual de 2005, en las pruebas de 1000 m y persecución por equipos. Participó en dos Juegos Olímpicos de Invierno, en los años 2002 y 2006, ocupando el séptimo lugar en Turín 2006, en la prueba de 1500 m.

## Palmarés internacional
| Campeonato Mundial en Distancia Individual | Campeonato Mundial en Distancia Individual | Campeonato Mundial en Distancia Individual | Campeonato Mundial en Distancia Individual |
| Año                                        | Lugar                                      | Medalla                                    | Prueba                                     |
| ------------------------------------------ | ------------------------------------------ | ------------------------------------------ | ------------------------------------------ |
| 2005                                       | Inzell (Alemania)                          | Medalla de bronce                          | 1000 m                                     |
| 2005                                       | Inzell (Alemania)                          | Medalla de bronce                          | Persecución por equipos                    |